# 職業訓練指導員 (プラスチック製品科)
職業訓練指導員 (プラスチック製品科)（しょくぎょうくんれんしどういん プラスチックせいひんか）は、職業訓練指導員免許のうちの1つ。厚生労働省管轄。

## 受験資格
職業訓練指導員免許の受験資格と試験免除を参照。プラスチック成形技能士、強化プラスチック成形技能士の保有者など。

## 試験科目

### 学科試験
1. 指導方法（職業訓練原理、教科指導法、訓練生の心理、生活指導及び職業訓練関係法規）
2. 関連学科
  1. 系基礎学科
    1. 機械工学（機械要素　機構）
    2. 化学（高分子化学）
    3. 安全衛生（安全管理　衛生管理）

  2. 専攻学科
    1. 成形法（成形機械　成形法　加工法　仕上法　成形用金型）
    2. 材料（原料　副材料　プラスチックの物性　試験法）

### 実技試験
1. プラスチック製品成形